# Molly Cheek
Molly Cheek est une actrice américaine, née le 2 mars 1950 à Bronxville, New York (États-Unis). Elle est connue pour avoir interprété Mme Levenstein, la mère de Jim Levenstein, dans la série American Pie.

## Filmographie
| Année | Titre                           | Rôle(s)        | Réalisateur(s)                |
| ----- | ------------------------------- | -------------- | ----------------------------- |
| 1984  | Deadly Intruder                 | Jessie         | John McCauley                 |
| 1993  | Petits cauchemars avant la nuit | Divorcée       | John Carpenter et Tobe Hooper |
| 1999  | American Pie                    | Mme Levenstein | Chris Weitz et Paul Weitz     |
| 2001  | American Pie 2                  | Mme Levenstein | James B. Rogers               |
| 2003  | American Pie 3 : Marions-les !  | Mme Levenstein | Jesse Dylan                   |
| 2004  | Spiderman 2                     |                |                               |
| 2007  | Cougar Club                     | Mrs. Holmes    |                               |
| 2007  | Good Time Max                   | Carol          | James Franco                  |